# Acanthoceto marinus
Acanthoceto marinus là một loài nhện trong họ Anyphaenidae.
Loài này thuộc chi Acanthoceto. Acanthoceto marinus được M. J. Ramírez miêu tả năm 1997.